# Formuły handlowe
Formuły handlowe – typowe stosowane w praktyce zestawienie praw i obowiązków umownych stron kontraktowych, przybierające formę skróconych określeń. Początkowo miały charakter uzansów handlowych co prowadziło do różnych interpretacji w różnych krajach. Stało się to przyczyną ujednoznacznienia wykładni i zwyczajów. Wyrazem dążeń było opracowanie międzynarodowych reguł interpretacji terminów handlowych Incoterms, które mają tylko dobrowolny charakter.